# 名岐道路
名岐道路（めいぎどうろ）とは、愛知県清須市の名古屋第二環状自動車道清洲JCTから岐阜県岐阜市までを結ぶ計画の地域高規格道路（自動車専用道路）である。

## 概要
名古屋第二環状自動車道清洲JCTから名神高速道路一宮ICを経て一宮中入口に至る区間が、名古屋高速道路16号一宮線として供用されている。この区間では全線にわたって国道22号（名岐バイパス）路線上に高架構造で整備されている。
未整備区間である一宮市 - 岐阜市間（10 km）のうち、並行する国道22号の渋滞が激しくなっている16号一宮線一宮中入口から東海北陸自動車道一宮木曽川ICまでの区間（6 km）については「全線で高速道路を整備」「現状の国道22号を部分立体化」「現状の国道22号を平面のまま往復8車線化」の3案が検討され、2019年（令和元年）12月には国土交通省中部地方整備局が「全線で高速道路を整備」を基本方針とする事を決定している。この区間の整備により、渋滞の激しい名神一宮IC - 一宮JCT間及び国道22号（名古屋高速の現起点・終点以北）の渋滞緩和が期待されている。このうち、一宮IC - 一宮木曽川IC間が「名岐道路（一宮〜一宮木曽川）」として2025年度（令和7年度）に事業化された。同事業では一宮東出口 - 一宮木曽川IC間の整備および一宮ICのJCT化の整備が予定されている。

## 歴史

### 年表
- 1994年（平成6年）12月16日：一宮市以南の9 kmの区間が名古屋高速道路の一部として地域高規格道路の候補路線に指定。
- 1998年（平成10年）6月16日：一宮市以北の10 kmの区間が名岐道路として地域高規格道路の計画路線に指定。
- 2005年（平成17年）2月11日：名古屋高速16号一宮線（清洲JCT - 一宮中）が開通。
- 2005年（平成17年）3月：⼀宮市富士から⼀宮市大毛間までの約6 kmの区間が地域高規格道路の調査区間に指定。
- 2025年（令和7年）4月1日 : 「名岐道路（一宮〜一宮木曽川）」として一宮IC - 一宮木曽川IC間の延長6.9 kmが新規事業化[2]。

## インターチェンジなど
| 出入口番号             | 施設名                | 接続路線名                                                                      | 起点から （km） | 備考                                                                                                 | 所在地 | 所在地     |
| ---------------------- | --------------------- | ------------------------------------------------------------------------------- | --------------- | --- | ------ | ---------- |
| 6号清須線 都心環状方面 |                       |                                                                                 |                 | |        |            |
| -                      | 清洲JCT               | C2 名古屋第二環状自動車道（名二環）                                             | 0.0             | | 愛知県 | 清須市     |
| 1611/1601              | 春日出入口            | 国道22号（名岐バイパス）                                                        | 1.4             | 名神・一宮中方面出入口                                                                               | 愛知県 | 清須市     |
| 1612/1602              | 西春出入口            | 国道22号（名岐バイパス）                                                        | 3.5             | (6)清須線・名二環道方面出入口                                                                        | 愛知県 | 北名古屋市 |
| 1613/1603              | 一宮西春出入口        | 国道22号（名岐バイパス）                                                        | 4.5             | 名神・一宮中方面出入口                                                                               | 愛知県 | 一宮市     |
| 1604                   | 一宮南出口            | 国道22号（名岐バイパス）                                                        | 5.4             | (6)清須線・名二環道方面からの出口                                                                    | 愛知県 | 一宮市     |
| -                      | 一宮IC                | E1 名神高速道路                                                                 | 6.3             | (6)清須線・名二環道方面接続                                                                          | 愛知県 | 一宮市     |
| 1615/1605              | 一宮東出入口          | 国道22号（名岐バイパス）                                                        | 8.0             | (6)清須線・名二環道方面出入口                                                                        | 愛知県 | 一宮市     |
| 1616                   | 一宮中入口            | 国道22号（名岐バイパス）                                                        | 9.3             | 一宮木曽川方面出口                                                                                   | 愛知県 | 一宮市     |
| -                      | 両郷町出口（仮称）    | 国道22号（名岐バイパス）                                                        |                 | 一宮木曽川方面出口                                                                                   | 愛知県 | 一宮市     |
| -                      | 常願通南入口（仮称）  | 国道22号（名岐バイパス）                                                        |                 | (6)清須線・名二環道方面入口                                                                          | 愛知県 | 一宮市     |
| -                      | 高田南出口（仮称）    | 国道22号（名岐バイパス）                                                        |                 | 一宮木曽川方面出口                                                                                   | 愛知県 | 一宮市     |
| -                      | 高田西入口（仮称）    | 国道22号（名岐バイパス）                                                        |                 | (6)清須線・名二環道方面入口                                                                          | 愛知県 | 一宮市     |
| -                      | 一宮木曽川JCT（仮称） | E41 東海北陸自動車道                                                            |                 | 名岐道路岐阜方面から東海北陸道高山方面への接続 東海北陸道一宮方面から(6)清須線・名二環道方面への接続 | 愛知県 | 一宮市     |
| -                      | （木曽川IC）          | 国道22号（名岐バイパス）                                                        |                 | | 愛知県 | 一宮市     |
| -                      | （笠松IC）            | 国道22号（名岐バイパス）                                                        |                 | | 岐阜県 | 笠松町     |
| -                      | 岐南IC                | 国道22号（名岐バイパス）、国道21号（岐大バイパス）、国道156号（岐阜東バイパス） |                 | | 岐阜県 | 岐南町     |